# 石渡雅史
石渡 雅史（いしわた まさふみ、1964年12月24日 - ) は東京都出身の華道家、華道家元池坊総務所教学委員、公益財団法人日本いけばな芸術協会監事、長岡造形大学非常勤講師。

## 来歴
私立麻布中学校・高等学校卒業後、お茶の水美術学院を経て(同期は佐藤可士和）東京芸術大学美術学部工芸科漆芸専攻進学、卒業。同大学院修了1995年から2015年までは石渡正華としても活動。
2006年ユニクロNY旗艦店オープニングインスタレーションを担当。
2006年国際交流基金による文化人派遣としてイエメン・トルコでレクチャーデモンストレーションを行う。2007年はミャンマー・バングラデシュほかモルドバ・ウクライナ・ロシアでもデモンストレーションを行う。
2008年フジテレビSMAP×SMAPに出演、メンバーにいけばなを指導する。
2009年池坊お茶の水学院の華道家元派遣華道講師となる。
2010年利根運河薪歌舞伎にて 片岡愛之助・片岡千之助 囃子方田中傅次郎とともに出演、デモンストレーションを行った。
2016年ナッポスユナイテッド主催鬼塚忠原作「ミュージカル花戦さ」で生け花制作監修を行う。2017年NHK大河ドラマ「おんな城主 直虎」では立花指導を行う。2017年から3年連続で世界らん展デモンストレーション。
2022年より池坊中央研修学院生花研究室担当